# Lycocerus
Lycocerus es un género de coleóptero de la familia Cantharidae.

## Especies
Las especies de este género son:
- Lycocerus adusticollis
- Lycocerus aegrotus
- Lycocerus akemiae
- Lycocerus alpicolus
- Lycocerus arisanensis
- Lycocerus asperipennis
- Lycocerus attristatus
- Lycocerus babai
- Lycocerus brancuccii
- Lycocerus canthariformis
- Lycocerus chosokeiensis
- Lycocerus chujoi
- Lycocerus costulatus
- Lycocerus daitoensis
- Lycocerus dimorphus
- Lycocerus flavimarginalis
- Lycocerus guerryi
  - Lycocerus guerryi atroapicipennis
  - Lycocerus guerryi guerryi
- Lycocerus hanatanii
- Lycocerus hansi
- Lycocerus hasegawai
- Lycocerus hiroshii
- Lycocerus hokiensis
- Lycocerus infuscatus
- Lycocerus insulsus
  - Lycocerus insulsus
  - Lycocerus insulsus lewisi
- Lycocerus ishiharai
- Lycocerus japonicus
- Lycocerus jejuensis
- Lycocerus jendeki
- Lycocerus kejvali
- Lycocerus kerzhneri
- Lycocerus kunigamiensis
- Lycocerus lineatipennis
- Lycocerus maculielytris
- Lycocerus maculithorax
- Lycocerus magnius
- Lycocerus masatakai
- Lycocerus matsunagai
- Lycocerus miekoae
- Lycocerus nakanei
- Lycocerus nigerrimus
- Lycocerus nigricollis
- Lycocerus nigrimembris
- Lycocerus oedemeroides
- Lycocerus okabei
- Lycocerus okinawanus
- Lycocerus okuyugawaranus
- Lycocerus orientalis
- Lycocerus pictus
- Lycocerus plebejus
- Lycocerus pluricostatus
- Lycocerus rufocapitatus
- Lycocerus ryukyuanus
- Lycocerus satoi
- Lycocerus shikokensis
- Lycocerus striatus
- Lycocerus suturellus
  - Lycocerus suturellus izuensis
  - Lycocerus suturellus luteipennis
  - Lycocerus suturellus suturellus
- Lycocerus svatopluki
- Lycocerus teruhisai
- Lycocerus tobiranus
- Lycocerus tsuyukii
- Lycocerus ueharaensis
- Lycocerus vitellinus
- Lycocerus watanabei
- Lycocerus wittmeri
- Lycocerus xanthopus
- Lycocerus yaeyamanus
- Lycocerus yamatensis
- Lycocerus yato
- Lycocerus yonaensis